# Porreres
Porreres è un comune spagnolo di 5 428 abitanti situato nella comunità autonoma delle Baleari, sull'isola di Maiorca.